# Карев, Сергей Петрович
Сергей Петрович Карев (род. 1950) — нижегородский краевед, специалист по Максиму Горькому, экскурсовод, заслуженный конструктор России.

## Биография
Родился в 1950 году в Нижнем Новгороде. Окончил 137-ю нижегородскую школу. Закончил химический факультет Нижегородского государственного университета и спецфакультет Российского химико-технологического университета имени Менделеева. 
Работал в ОКБ «Нижний Новгород» в должности ведущего инженера-конструктора. Указом президента РФ за большой вклад в реализацию проекта по созданию газовой центрифуги девятого поколения (ГЦ-9) С. П. Кареву было присвоено почётное звание «Заслуженный конструктор Российской Федерации» (2014).
Со школы увлекался краеведением. К изучению жизни и творчества Максима Горького пришёл через интерес к биографиям великих земляков. После выхода на пенсию «для души» водит экскурсии по Нижнему Новгороду, читает лекции по биографии Максима Горького.
Удивительно, но факт: несмотря на написанные тысячи книг, не существует ни одной полной, объективной биографии. Главных причин тому две. Первая — в истории литературы нет фигуры столь политизированной, как Максим Горький, и в разные эпохи те или иные важные качества личности, факты и события биографии писателя сознательно замалчивались либо искажались в нужную для авторов сторону. Вторая очень важная причина — часть архива Горького закрыта до сих пор.С. П. Карев